# Can thiệp quân sự vào Libya 2011
Ngày 19 tháng 3, Mỹ cầm đầu cùng nhiều quốc gia khác đã xâm lược Libya theo Nghị quyết số 1973 của Hội đồng Bảo an Liên Hợp Quốc thông qua ngày 17 tháng 3 năm 2011. Vùng cấm bay đã được đề xuất khi chính phủ Libya và lực lượng trung thành với Muammar Gaddafi đã dùng vũ lực để chống lại những người phản đối trong cuộc biểu tình tại Libya năm 2011, vùng cấm bay này nhằm ngăn cản chính quyền Libya thực hiện các cuộc không kích vào các lực lượng nổi dậy.
Ngày 12 tháng 3, Liên đoàn Ả Rập kêu gọi Hội đồng Bảo an Liên Hợp Quốc áp đặt vùng cấm bay. Ngày 17 tháng 3 năm 2011, Hội đồng Bảo an bỏ phiếu 10-0 thông qua Nghị quyết số 1973 quy định vùng vực cấm bay. Có năm phiếu trắng, bao gồm thành viên thường trực Trung Quốc và Nga có quyền phủ quyết và thường phản đối sự can thiệp quân sự chống lại một quốc gia có chủ quyền.
Mặc dù vùng cấm bay này không lập tức thi hành ngay, và một số quốc gia đã chuẩn bị để có hành động ngay lập tức, người ta vẫn chưa xác định rõ bao lâu sẽ triển khai nghị quyết. Các quan chức Pháp đã nói rằng điều này có thể là "trong vòng vài giờ, mặc dù các quan chức Anh đã cảnh báo chống lại đề nghị này. Những quốc gia và vai trò của họ trong việc áp dụng các biện pháp này chưa được xác định, mặc dù Pháp và Anh đã tuyên bố ý định của họ để duy trì chúng như là một vấn đề cấp bách, và Liban và Mỹ ủng hộ mạnh mẽ nghị quyết.
Từ đầu can thiệp, các liên minh ban đầu chỉ gồm Bỉ, Canada, Đan Mạch, Pháp, Ý, Na Uy, Qatar, Tây Ban Nha, Anh và Hoa Kỳ  đã mở rộng đến 15 quốc gia, với các quốc gia mới chủ yếu là thực thi các khu vực cấm bay và phong tỏa hải quân. Những nỗ lực ban đầu chủ yếu do Pháp và Vương quốc Anh thực hiện, với quyền chỉ huy chia sẻ cùng với Hoa Kỳ. NATO nắm quyền kiểm soát lệnh cấm vận vũ khí vào ngày 23 tháng ba, đặt tên là Thống Nhất hoạt động bảo vệ. Một nỗ lực để thống nhất chỉ huy quân sự của chiến dịch không khí (trong khi giữ kiểm soát chính trị và chiến lược với một nhóm nhỏ), đầu tiên không thành công trong sự phản đối của các chính phủ Pháp, Đức, và Thổ Nhĩ Kỳ. Ngày 24 tháng ba, NATO đã đồng ý để kiểm soát được các vùng cấm bay, trong khi chỉ huy của đơn vị vẫn còn nhắm mục tiêu mặt đất với các lực lượng liên minh  công tác bàn giao tiến hành trong ngày sau.